# Лофтура
Лофтура (Лохтура) — река в России, протекает в Архангельской области. Устье реки находится в 42 км по правому берегу реки Пёза. Длина реки составляет 100 км, площадь водосборного бассейна 1060 км².

## Данные водного реестра
По данным государственного водного реестра России относится к Двинско-Печорскому бассейновому округу, водохозяйственный участок реки — Мезень от водомерного поста деревни Малонисогорская и до устья. Речной бассейн реки — Мезень.
Код объекта в государственном водном реестре — 03030000212103000050183.

## Притоки
- 7 км: река без названия
- 11 км: река без названия
- 27 км: река Нерьюга
- 28 км: река Палуга
- 64 км: река Шильцевка
- 69 км: река Песчанка
- 82 км: река Медянка